# História de Manaus
A história da cidade de Manaus ocorre paralelamente à história do Brasil, ao longo de 355 anos de existência, contra os mais de quinhentos anos do país. O processo de ocupação europeia começa em 1540, por ocasião da chegada do explorador Francisco de Orellana, vindo do Peru, que pretendia ir à Espanha.

## Primeiros povos e colonização europeia

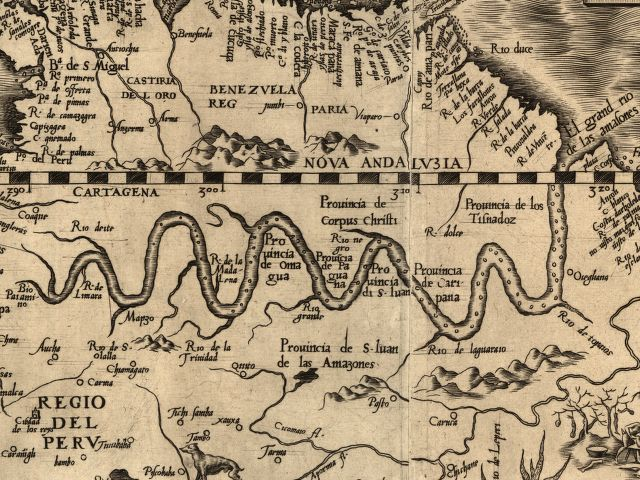
Mapa de 1562 da região do Rio Amazonas.

A região onde atualmente se encontra o estado do Amazonas era parte integrante da Espanha, à época da chegada dosportugueses nas antigas terras do atual Brasil, que foi ocupada e colonizada por Portugal. O período de povoação europeia na Amazônia inicia-se entre os anos de 1580 e 1640, época em que Portugal e Espanha permaneceram sob uma só coroa, não havendo desrespeito oficial aos interesses espanhóis por parte dos portugueses quando penetraram na região amazônica. A ocupação do lugar onde se encontra hoje Manaus foi demorada devido aos interesses comerciais portugueses, que não viam na região a facilidade em obter grandes lucros a curto prazo, pois era de difícil acesso e era desconhecida a existência de riquezas (ouro e prata).
Em 3 de junho de 1542, o explorador e corregedor espanhol Francisco de Orellana chega a um rio largo da região, que lhe pôs o nome de rio Negro. A região onde se encontrava o Forte de São José da Barra do Rio Negro foi habitada primeiramente pelas tribos Manaós, barés, banibas e passés, as quais ajudaram na construção do forte e passaram a morar em palhoças humildes nas proximidades do mesmo. A tribo dos "Manaós" (na grafia antiga, atualmente mais conhecido como Manaós), considerada orgulhosa pelos portugueses, negava-se a ser dominada e servir de mão de obra escrava e entrou em confronto com os colonizadores do forte. As lutas só cessaram quando os militares portugueses começaram a ligar-se aos Manaós através de casamentos com as filhas dos tuxauas, iniciando assim, à intensa miscigenação na região e dando origem aos caboclos. Um dos líderes da tribo dos Manaós foi o indígena Ajuricaba, forte opositor da colonização dos portugueses e que apoiava, no entanto, os holandeses. A morte de Ajuricaba foi um grande mistério: Foi aprisionado e enviado ao Pará, tendo morrido no percurso da viagem.
Devido à colonização portuguesa, foi efetuado um trabalho de esquecimento ou tentativa de apagar os traços e obras históricas dos povos indígenas. Pode-se notar isso pela destruição do cemitério indígena, onde se encontra atualmente, a Praça Dom Pedro e o Palácio Rio Branco. Quando o governador Eduardo Gonçalves Ribeiro remodelou a praça e mandou nivelar as ruas que a contornavam, grande números de igaçabas foi encontrado e atualmente não existe nenhum marco indicando a sua existência.

## Fundação

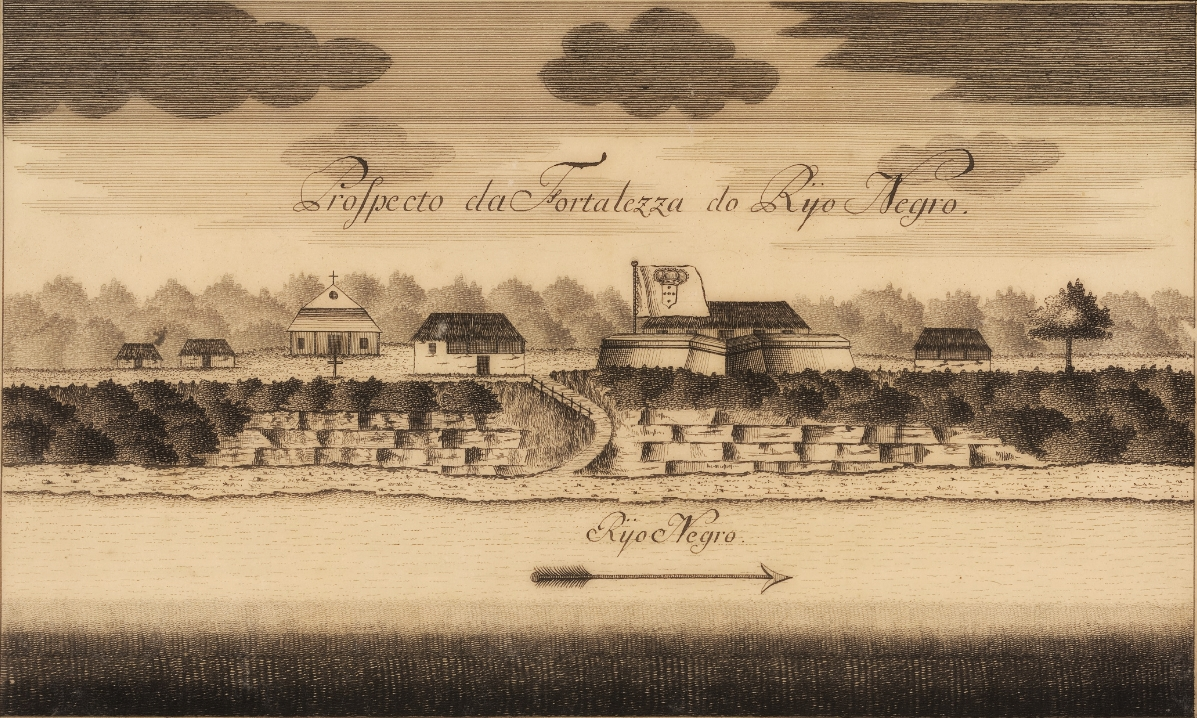
Prospecto da Fortaleza do Rio Negro, desenhado pelo engenheiro alemão João André Schwebel, em 7 de dezembro de 1754, quando Francisco Xavier de Mendonça Furtado e sua comitiva passavam pelo Lugar da Barra, rumo à Mariuá, para instalar as conferências de demarcações de limites do Tratado de Madrid.

O início da ocupação portuguesa no território onde posteriormente surgiu a cidade, é registrado por ocasião da chegada dos missionários carmelitas, em 1659. Manaus foi fundada em 1669 a partir de uma fortificação para fixar presença lusitana e resguardar a entrada da Amazônia Ocidental das invasões estrangeiras, sobretudo de holandeses e espanhóis. O núcleo urbano, localizado à margem esquerda do Rio Negro, teve início com a construção do Forte de São José da Barra do Rio Negro, idealizado pelo capitão de artilharia, Francisco da Mota Falcão. Os historiadores convergem que a Fortaleza do Rio Negro tenha sido construída em 1669, por Francisco da Mota Falcão e seu filho Manuel da Mota Siqueira.
A população cresceu tanto que, para ajudar no catecismo, em 1695 os missionários (carmelitas, jesuítas e franciscanos) resolveram erguer uma capela próxima ao forte de Nossa Senhora da Conceição, a padroeira da cidade. A Carta Régia de 3 de março de 1755 criou a Capitania de São José do Rio Negro, com sede em Mariuá (atual Barcelos), mas o governador Lobo D'Almada, temendo invasões espanholas, passou a sede novamente para o Lugar da Barra em 1791, por se localizar na confluência dos rios Negro e Solimões, que era um ponto estratégico. O Lugar da Barra perdeu seu status político-administrativo sob influência de D. Francisco de Souza Coutinho, capitão-geral do Grão Pará, que iniciou campanha contra a mudança de sede, o que levou a ser desfeito o ato através da Carta Régia de 22 de agosto de 1798 e, em maio de 1799, a sede voltou a Barcelos. Em consequência da perda de seu status, tornou-se inevitável a decadência do Lugar da Barra. Em outubro de 1807, o governador da Capitania, José Joaquim Victório da Costa, deixou Barcelos, transferindo a administração da Capitania definitivamente ao Lugar da Barra.
A partir de 29 de março de 1808, o Lugar da Barra voltaria a ser sede da Capitania de São José do Rio Negro, após proposta de dom Marcos de Noronha Brito ao penúltimo governador capitão de mar-e-guerra, José Joaquim Victório da Costa.

## Período imperial

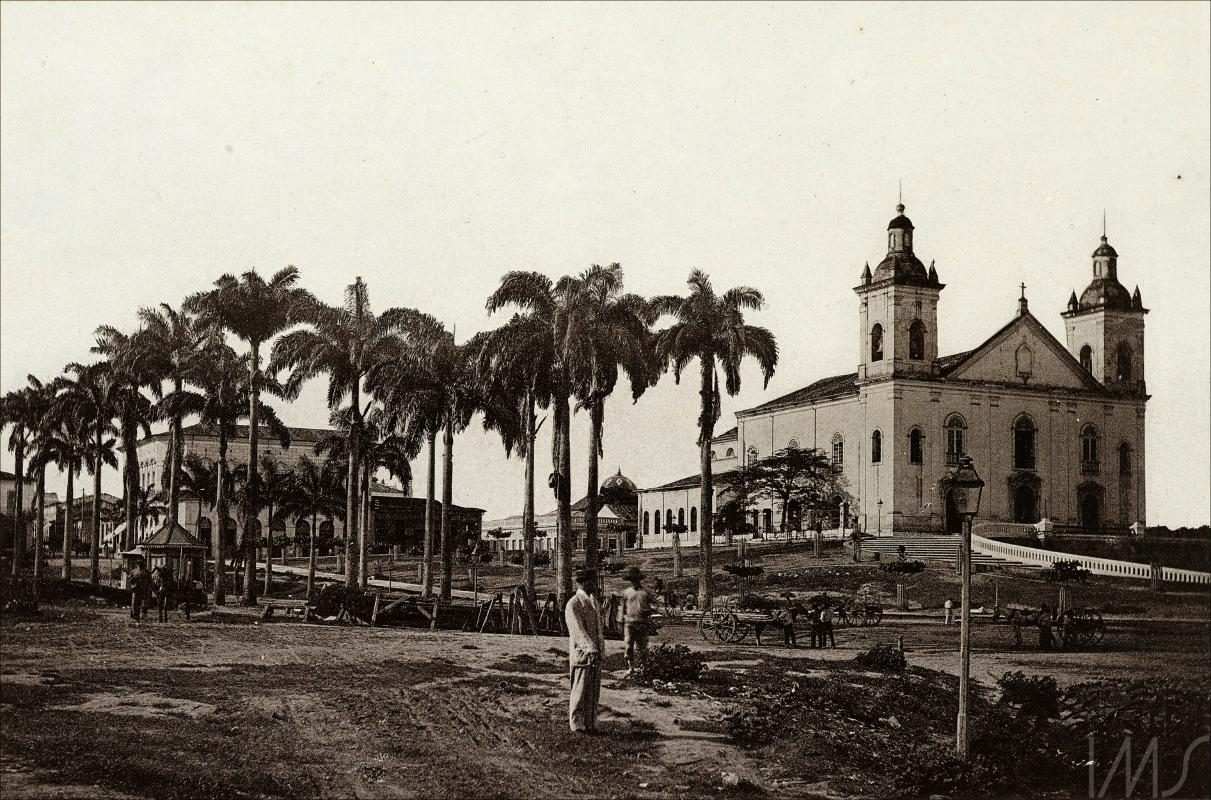
A Catedral Metropolitana de Manaus, datada de 1858, remonta a antiga capela de 1695, construída pelos missionários carmelitas. Na foto, a Catedral de Manaus na década de 1890.

Através do decreto de 13 de novembro de 1832, o Lugar da Barra passou à categoria de vila, já com a denominação de Vila de Manaus, nome que manteria até o dia 24 de outubro de 1848, quando foi elevada à categoria de cidade. Com a Lei nº 145, da Assembleia Provincial Paraense, adquiriu o nome de Cidade da Barra do Rio Negro. Em vista de a vila ter assumido foros de cidade, passou a ser chamada de Cidade de Nossa Senhora da Conceição da Barra do Rio Negro. A 5 de setembro de 1850, foi criada a Província do Amazonas pela Lei Imperial nº 1.592, tornando-se a Vila da Barra do Rio Negro. Seu primeiro presidente foi João Batista de Figueiredo Tenreiro Aranha, nomeado em 27 de julho de 1851, que instalou oficialmente a nova unidade provincial a 1 de janeiro de 1852, com o que sua situação de atraso melhorou bastante. Foi criada a Biblioteca Pública e o primeiro jornal foi fundado em 5 de setembro, chamando-se A Província do Amazonas. Outro periódico de destaque na cidade foi o Estrela do Amazonas, de propriedade do cidadão Manuel da Silva Ramos. Tornaram-se, ambos, as bases do desenvolvimento da cultura local, junto ao teatro e escolas profissionais. Em 4 de setembro de 1856, pela Lei 68, já no decurso do segundo governo de Herculano Ferreira Pena, a Assembleia Provincial Amazonense deu-lhe o nome de Cidade de Manaus, em homenagem à nação indígena Manaós.
A Cabanagem foi um movimento político e um conflito social ocorrido entre 1835 e 1840 no Pará, envolvendo homens livres e pobres, sobretudo indígenas e mestiços que se insurgiram contra a elite política local e tomaram o poder. A entrada da Comarca do Alto Amazonas (hoje Manaus, a qual foi o berço do manifesto na Amazônia Ocidental) na Cabanagem foi fundamental para o nascimento do atual estado do Amazonas. Durante o período da revolução, os cabanos da Comarca do Alto Amazonas desbravaram todo o espaço do estado onde houvesse um povoado, para assim conseguir um número maior de adeptos ao movimento, ocorrendo com isso uma integração das populações circunvizinhas e formando assim o estado.

## Período áureo da borracha
No Rio de Janeiro, a República Federativa do Brasil foi proclamada em 15 de novembro de 1889, extinguindo-se o Império. A província do Amazonas passou a ser o estado do Amazonas, tendo como capital a Cidade de Manaós. A borracha, matéria-prima das indústrias mundiais, era cada vez mais requisitada, e o Amazonas, como um dos principais produtores mundiais, orientou sua economia para atender à crescente demanda. Intensificou-se o processo de migração para Manaus de brasileiros de outras regiões, sobretudo nordestinos. De acordo com o censo de 1872, 2 199 estrangeiros imigraram para o Amazonas, atraídos pela produção da borracha, sendo que a maioria destes passou a viver em Manaus. Os imigrantes eram, principalmente, portugueses, ingleses, franceses, italianos e de outras regiões da América, gerando um crescimento demográfico que obrigou a cidade a passar por mudanças significativas.
Naquela época, o Nordeste brasileiro foi atingido pela Grande Seca (1877-1878), que causou mais de um milhão de mortes, além de uma grande epidemia de cólera. Muitos nordestinos vieram para Manaus fugidos deste fenômeno, chegando ao local em grandes massas. Apesar do declínio da borracha no início do século XX, a cidade continuou a receber um notável número de imigrantes. O censo de 1920 registrou 9 963 habitantes estrangeiros no Amazonas, com a maior parte destes vivendo em Manaus. Japoneses, turcos e alemães foram registrados neste censo.
Em 1892, iniciou-se o governo de Eduardo Ribeiro, que teve um papel importante na transformação da cidade, através da elaboração e execução de um plano para coordenar o seu crescimento. Esse período (1890-1910) é conhecido como fase áurea da borracha. A cidade ganhou o serviço de transporte coletivo de bondes elétricos, telefonia, energia elétrica (segunda rede elétrica do Brasil datada de 1895) e água encanada, além de um porto flutuante, que passou a receber navios dos mais variados calados e de diversas bandeiras. A metrópole da borracha iniciou os anos de 1900 com uma população acima de 50 mil habitantes, com ruas retas e longas, calçadas com granito e pedras de lioz importadas de Portugal, praças e jardins bem cuidados, belas fontes e monumentos, um teatro suntuoso, hotéis, estabelecimentos bancários, palácios e todos os requintes de uma cidade moderna.
Na fase áurea da borracha, a cidade foi referência internacional das discussões sobre doenças tropicais, saneamento e saúde pública. O período áureo promoveu inúmeras ações nesta área, como a parceria com cientistas internacionais que culminou na erradicação da febre amarela, em 1913. No início do século XX, as ações de saneamento estiveram praticamente restritas a Manaus. A situação mudou após a criação do Serviço de Saneamento e Profilaxia Rural, que levou o saneamento para outras partes do Amazonas. A infraestrutura da época abrangia bases fixas de operação nas calhas dos principais rios e embarcações que percorriam as comunidades ribeirinhas. O auge do ciclo econômico levou à cidade as mesmas benfeitorias que chegavam ao Rio de Janeiro, a então capital federal. O desenvolvimento econômico proporcionou também grande circulação de ideias e permitiu o surgimento de um núcleo de médicos que estava a par das discussões científicas mais avançadas a respeito do combate às doenças tropicais. Escolas de medicina tropical recém-criadas, como as de Londres e Liverpool, na Inglaterra, enviaram missões frequentes para Manaus.
Em 1910, Manaus ainda vivia a euforia dos preços altos da borracha, quando foi surpreendida pela fortíssima concorrência da borracha natural plantada e extraída dos seringais da Ásia, que invadiu vertiginosamente os mercados internacionais. Era o fim do domínio da exportação do produto dos seringais naturais da Amazônia (quase que exclusivamente gerada no Amazonas), deflagrando o início de uma lenta agonia econômica para a região. O desempenho do comércio manauara tornou-se crítico e as importações de artigos de luxo e supérfluos caíram rapidamente. Manaus, abandonada por aqueles que podiam partir, passou por uma grande crise financeira. Os edifícios e os diferentes serviços públicos entraram em estado de abandono.

## Industrialização e metropolização
Com a implantação da Zona Franca de Manaus em 1967, a cidade novamente ocupou lugar de destaque entre as principais do Brasil e da América Latina. Ao lado de Cuiabá, capital de Mato Grosso, é a capital que mais cresceu economicamente nos últimos quarenta anos, fato explicado principalmente pelo processo de industrialização em Manaus, que também atraiu milhares de migrantes que ocuparam de forma desordenada a periferia da cidade.
O governo militar no Brasil tinha como proposta ocupar uma região até então pouco povoada, com a justificativa de criar condições de rentabilidade econômica. A grandíssima expansão urbana e demográfica de Manaus na década de 1970 trouxe consequências positivas e negativas para o município, que viu-se obrigado a abrigar cada vez mais migrantes vindos de vários estados brasileiros e do interior do estado, atraídos por uma melhor qualidade de vida.
Na década de 1970, com o boom da industrialização, a cidade foi dotada de uma ampla rede comercial, redes de comunicação e serviços que até os dias atuais atendem à toda Amazônia Ocidental. Em estudo de 1978, Manaus foi reconhecida como metrópole regional por parte do Instituto Brasileiro de Geografia e Estatística (IBGE).
Como medida para desvirtuar as grandes ocupações irregulares de lotes em Manaus, o governo passou a criar loteamentos de terra regulares voltados para os migrantes que chegavam à cidade. Bairros como Cidade Nova, São José Operário e Armando Mendes surgiram desta iniciativa. Neste período, acentuaram-se as degradações ambientais, principalmente nas zonas leste e norte, uma vez que essas regiões da cidade sofreram os maiores impactos ambientais, poluição de rios e perda de biodiversidade e mata nativa nos últimos anos. Em 10 de julho de 1980, milhares de pessoas tomaram a Catedral Metropolitana de Manaus, e seu entorno, para receber o Papa João Paulo II. Na catedral, o Papa encontrou-se com autoridades eclesiásticas e discursou.

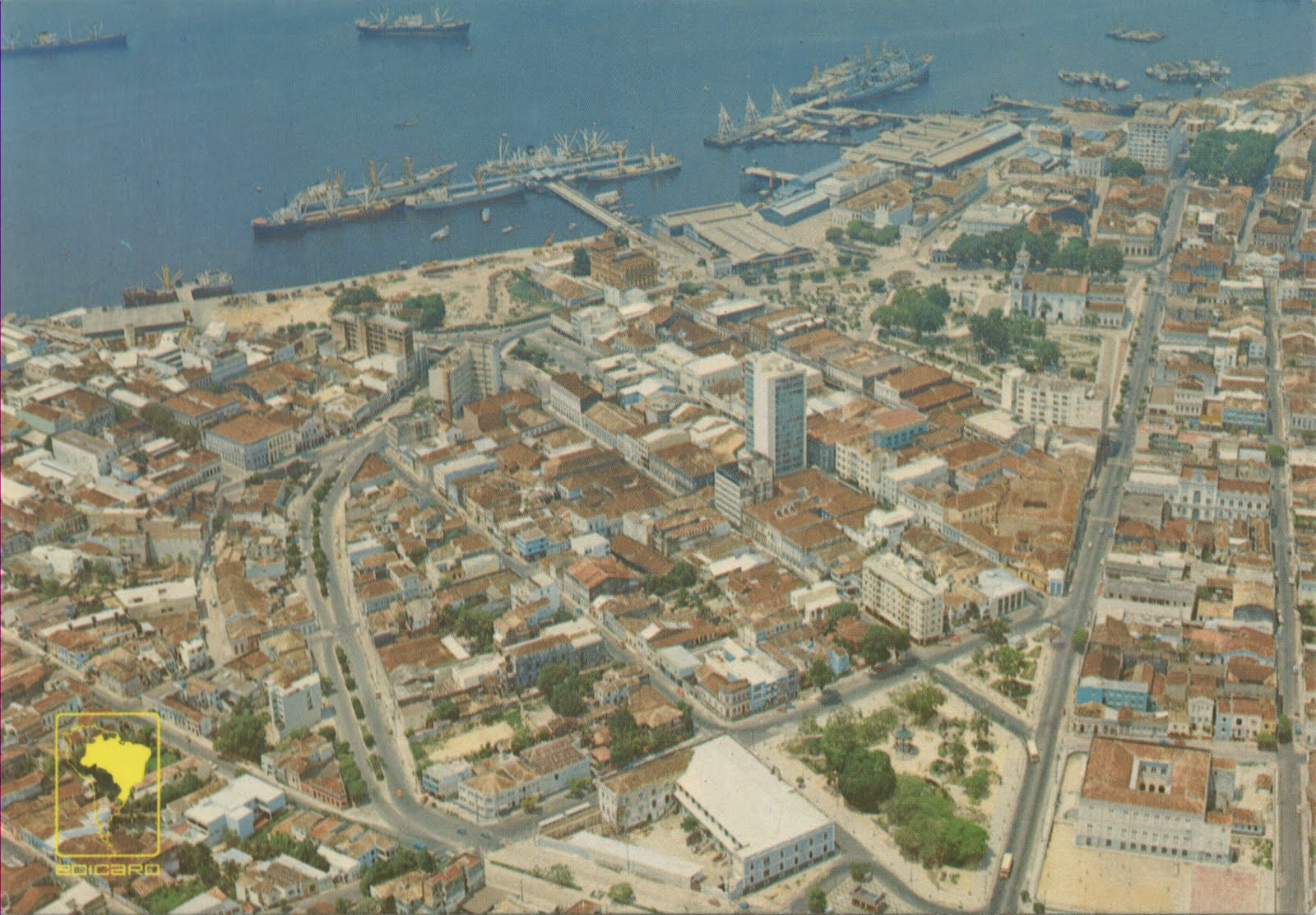
Região portuária de Manaus, c. de 1970.

Em 1991, o município ultrapassou a marca de 1 milhão de habitantes, e, em 2014, ultrapassou os 2 milhões, dobrando a população em 23 anos. Configura-se atualmente na vigésima sexta cidade mais populosa da América e na sétima mais populosa do Brasil, abrigando pouco mais da metade da população do Amazonas. Na questão econômica e educacional, está entre os cinco municípios brasileiros com participação acima de 0,5% no PIB do país que mais crescem economicamente, e abriga a universidade mais antiga do país, a Universidade Federal do Amazonas, fundada em 1909. Segundo dados divulgados pelo Programa das Nações Unidas para o Desenvolvimento (PNUD), o IDH de Manaus passou de 0,601 em 2000 para 0,737 em 2010, considerado elevado, uma taxa de crescimento de 22,63%. No entanto, quando analisado o incremento nas últimas duas décadas, de 1991 a 2010, Manaus ficou abaixo das médias de crescimento nacional e estadual. A capital teve aumento de 41,46%, e a média nacional foi de 47,46% e estadual, 56,74%. Em 30 de maio de 2007, foi criada a Região Metropolitana de Manaus, através da Lei Estadual nº 52. com vistas à organização, ao planejamento e à execução de funções públicas e serviços de interesse metropolitano ou comuns.